# Fernando Bruquetas de Castro
Fernando Bruquetas de Castro, né au Río de Oro (Sahara espagnol) en 1953, est un historien espagnol, résidant à Las Palmas de Grande Canarie.

## Biographie
Natif de Río de Oro, au Sahara espagnol, Fernando Bruquetas de Castro est titulaire d'un doctorat en histoire de l'Université de Las Palmas de Grande Canarie, aux Îles Canaries. Sa thèse traite du gouvernement et de l'économie de Lanzarote au XVIIe siècle. Elle lui vaut le prix extraordinaire de doctorat et le prix à la meilleure thèse doctorale de 1998-2000. Il est professur d'histoire contemporaine à la même université, notamment en ce qui a trait à l'histoire de l'Europe, l'histoire du monde atlantique et l'histoire des Îles Canaries. Il enseigne à la maîtrise de relations hispanico-africaines, en politique africaine, ainsi qu'en sociétés et cultures africaines.
L'œuvre scientifique et littéraire de Fernando Bruquetas est orientée vers l'histoire des îles Canaries, ainsi que l'histoire LGBT. Son essai Outing en Espagne est précurseur du thème de la visibilité des homosexuels en langue espagnole. Le prologue de ce travail s'inspire de l'histoire de l'homme  politique Jerónimo Saavedra qui, après avoir dévoilé son orientation sexuelle, jouit d'une grande reconnaissance sociale.  
Fernando Bruquetas de Castro publie plusieurs articles et présente plusieurs communications à des congrès internationaux qui traitent de l'histoire de l'Espagne et de l'archipel canarien. Il collabore également dans une chronique sociale avec les journaux des îles Canariennes, Canarias 7, La Provincia et El Mundo-La Gaceta. 
Fernando Bruquetas est membre de la Fundación Española de Historia Moderna (Fondation espagnole d'histoire moderne), de l'Asociación de Historia Militar (Association d'histoire militaire), partenaire du Musée Canarien, de même qu'académicien, correspondant des Académies d'études et de relations internationales de Saint-Domingue et de Mexico. 
Il est professeur invité à l'université de Coimbra (Portugal), de l'université russe de l'Amitié des Peuples à Moscou et à l'université d'Odessa (Ukraine).

### Histoire des Îles Canaries
- 1994 : (es) La esclavitud en Lanzarote, 1618–1650  (ISBN 978-84-8103-059-4)
- 1995 : (es) Don Agustín de Herrera y Rojas, primer marqués de Lanzarote  (ISBN 978-84-87461-37-8)
- 1997 : (es) Actas del Cabildo de Lanzarote, siglo XVII  (ISBN 978-84-87021-37-4)
- (es) Nombramientos y títulos de la isla de Lanzarote, 1641-1685
- 2001 : (es) El Memorial Ajustado del Estado de Lanzarote, 1772  (ISBN 978-84-87021-80-0).
- 2003 : (es) Lanzarote en el siglo XVII: gobierno, administración y economía  (ISBN 978-84-95938-17-6).
- 2013 : (es) Don Gonzalo de Saavedra y doña María de Muxica. Señores de Fuerteventura  (ISBN 978-84-96017-98-6)
- 2014 : (es) La Casa condal de la Vega Grande de Guadalupe (Historia de una familia)  (ISBN 978-84-616-8660-5)
- 2014 : (es) avec M. Lobo, El condado de la Vega Grande de Guadalupe  (ISBN 978-84-617-0634-1)
- 2014 : (es) El ingeniero militar Próspero Casola y Canarias (Escritos, informes y descripciones)  (ISBN 978-84-8103-730-2).

### Histoire LGBT
- 2000 : (es) Outing en España: Los españoles salen del armario  (ISBN 978-84-923433-6-2)
- 2002 : (es) Fernando Bruquetas de Castro, Reyes que amaron como reinas : de Juli César al Duque de Windsor, La Esfera de los Libros S.L., 2002, 358 p. (ISBN 84-9734-076-0)
- 2003 : (es) Reyes que amaron como reinas: de Julio César al Duque de Windsor  (ISBN 978-84-9734-076-2)
- 2005 : (es) Pícaros y homosexuales en la España moderna: marginales  (ISBN 978-84-9793-580-7)
- 2006 : (es) La historia de los burdeles en España: de lupanares, puteríos reales y otras mancebías  (ISBN 978-84-9734-452-4).
- 2009 : (es) Fernando Bruquetas de Castro, « Proceso por sodomía a dos marineros de la flota de Indias, 1560 », Cyber Humanitatis,‎ mai 2008 (lire en ligne, consulté le 19 septembre 2009)
- 2012 : (es) El Sexo y los políticos  (ISBN 978-84-9970-456-2)

### Collaborations
- 2016 : Avec Manuel Lobo Cabrera. (es) Don Carlos, príncipe de las Españas. Editorial Cátedra.
- (es) Avec Juan Gómez-Pamo y Guerra del Río. La Habana de Velázquez. Réédition de l'ouvrage de Jenaro Artíles.